# I Beddi
I Beddi sono un gruppo di musica folk nato ad Acireale nel 2005 e rivolto alla ricerca e all’innovazione della musica tradizionale siciliana. La loro musica combina il folk siciliano con il blues, il country e il cantautorato

## Storia
Il gruppo nasce nel 2005 da un'idea di Davide Urso e Simona Di Gregorio.
Nel 2006 viene prodotto il primo lavoro discografico, Dedicato a Rosa Balistreri - canti e cunti del Natale siciliano.
Nel 2008 il duo originale si separa e Davide Urso prende le redini del progetto scegliendo Mimì Sterrantino come voce principale, il polistrumentista Giampaolo Nunzio come solista e Pier Paolo Alberghini al contrabbasso.
Sempre nel 2008 viene così prodotto il primo lavoro discografico della nuova formazione, dal titolo Ppi jocu e pp’amuri. Il disco contiene 13 brani in lingua siciliana realizzati in collaborazione con artisti quali Mario Incudine (in veste di arrangiatore in Quannu viru a tia), Antonio Vasta, Antonio Putzu, Matilde Politi, Carmelo Salemi, Giorgio Rizzo, Peppe Lo Iacono, Luca Recupero, Franco Barbanera, Giuseppe Lombardo, Simona Di Gregorio, Giuseppe Trovato, Carmelo Siciliano, Daniele Zappalà e Giorgio Maltese.
Nel 2010 il regista Gian Maria Musarra dirige il videoclip del brano A la fera di li Paroli in collaborazione con il marionettista Ezio Scandurra che realizza e manovra quattro pupi siciliani quali alter ego dei musicisti, armati di soli strumenti musicali.
Sempre nel 2010, con il brano Tarantella Blues, i Beddi vincono l’11ª edizione del Festival della Nuova Canzone Siciliana - Premio Trinacria. Insieme al gruppo si uniscono per l’occasione Daniele Zappalà alla tromba, Enrico Grassi Bertazzi ai tamburi africani e Giorgio Maltese al marranzano.
Il 9 Luglio 2010 i Beddi presentano in anteprima il nuovo disco Siciliazero al Rainforest World Music Festival di Kuching in Malesia. Il disco, trainato dal singolo Tarantella Blues, contiene 12 brani in lingua siciliana e italiana realizzati in collaborazione con: Daniele Zappalà, Costanza Paternò, Pippo Grillo, Maria Novella Novelli, Santi Pulvirenti, Ketty Teriaca, Salverico Cutuli, Carmelo Siciliano, Giuseppe Severini, Giorgio Maltese, Giuseppe Trovato, Joe Pedros, Francesco Bazzano.
Nel 2011 il gruppo svolge un’intensa attività concertistica e partecipa a numerosi festival internazionali di world music, tra i quali il Pisa Folk Fest a Pisa e il Maggio Sermonetano a Sermoneta, il Folkwoods in Olanda, il Folkfestivalham.Be ad Ham in Belgio, il Sunnseint Freistadter a Tanzlust in Austria e il Festival della Pro Loco Frassineto Po.
Nel 2012 entrano a far parte del gruppo Alessio Carastro alla batteria e alle percussioni e Francesco Frudà alla chitarra elettrica. Nello stesso anno viene pubblicato il secondo lavoro discografico dedicato al Natale siciliano, dal titolo E falla bedda la ninnaredda.
Nel 2013 i Beddi suonano all'Halkær Festival in Danimarca, dando il via al nuovo tour e portando in scena gli spettacoli L’Armata dei pupi siciliani e Di folk in folk.
Nel 2014 viene conferito al gruppo il Premio Cruyllas dall’Associazione Sikania che ha scelto i Beddi per rappresentare la Sicilia nel mondo ed il Premio Corrado Maranci per l’attività svolta con prestigio in ambito nazionale ed internazionale.
Nel 2015 nasce un progetto che ha per ospite Alfio Antico: Arrusvigghiti Sud.
Nel 2016 esce il nuovo album Della rivoluzione…e di altri folklorismi. Il suono de i Beddi viene ulteriormente contaminato sia con musiche di altre regioni del mondo, sia con generi moderni come pop, rock, blues, country e surf. Il disco vanta numerosi ospiti come Rita Botto, Santi Pulvirenti, Totò Nocera, Daniele Zappalà, Antonio Putzu, Fratelli Navarria, Carmelo Trimarchi, Mario Gulisano.
Nel gennaio 2017 viene prodotto, in collaborazione con la compagnia Sikilia, il costruttore di pupi paternese Martino Rabuazzo, il marionettista Ezio Scandurra e con la regia di Andrea Coppola, il videoclip della canzone L’Armata dei pupi siciliani, brano arrangiato da Santi Pulvirenti (già chitarrista e arrangiatore di Carmen Consoli e autore di numerose colonne sonore). Nello stesso anno il gruppo riceve il Premio Nazionale Itinerante ad Honorem, conferito dall’ A.I.O.S.A.C. Produzioni per aver dimostrato la capacità di creare uno stile musicale originale e per aver esportato in tutto il mondo la musica siciliana.
Nel 2018 si esibiscono a Palermo all'interno del Sicily Folk Fest, suonando insieme ad Alfio Antico e Rita Botto.
Dall’incontro con Valentina Balistreri e Simona Sciacca nascono due nuovi progetti artistici: Balistreri e Compagnia i Beddi, incentrato sulla storia artistica di Rosa Balistreri con la voce di Valentina Balistreri, e la Sicily Folk Orchestra, un’orchestra popolare di musica tradizionale che ha come focus i ritmi e i canti siciliani più conosciuti al mondo. 
Nel 2019 viene prodotto il nuovo singolo Ciuri d’amuri, accompagnato da un videoclip diretto dal regista Giuseppe Consales.
Nel 2021 esce l'album Non chiamateci Folksinger, che mescola riarrangiamenti in sestetto di alcuni dei brani più conosciuti e brani inediti. Il disco è preceduto dall'uscita del videoclip ufficiale del brano Quannu viru a tia. Il video è stato realizzato con la tecnica della Sand Art dall'artista laziale Gabriella Compagnone.
Nel 2023 esce in collaborazione col cantautore ripostese Ture Most il singolo La mia Africa, che testimonia la presa di coscienza e l’impegno sociale della band.
Nel gennaio del 2024 presentano A centru di munnu, canzone che diventa l'inno ufficiale del Carnevale di Acireale. Il 3 maggio 2024 pubblicano il singolo Me unica amata, un brano che si riappropria della tradizione della serenata in vecchio stile siciliano.
Nel 2025 esce l'album Fuoco alla polvere, album che ha ricevuto ottimi riscontri dalla critica per la sua originalità, il linguaggio musicale contaminato e la capacità di raccontare la Sicilia con una voce autentica e moderna.

## Formazione
- Mimì Sterrantino (voce, chitarra acustica, chitarra a dodici corde, armonica, mandolino)
- Davide Urso (voce recitante, voce, tamburi a cornice, mandolino, marranzano)
- Giampaolo Nunzio (voce, organetto, zampogna, friscalettu, flauto traverso, bouzouki)
- Ottavio Leo (basso elettrico)
- Alessio Carastro (batteria, percussioni)
- Francesco Frudà (chitarra elettrica).
- Noemi Carpinato (voce, percussioni)

## Discografia
- 2006 - Dedicato a Rosa Balistreri - Canti e cunti del Natale Siciliano
- 2008 - Ppi jocu e pp'amuri
- 2010 - Siciliazero
- 2012 - E falla bedda la ninnaredda - canti e cunti del natale siciliano
- 2016 - Della rivoluzione...e di altri folklorismi
- 2021 - Non chiamateci Folk Singer
- 2025 - Fuoco alla polvere

## Video ufficiali
- 2010 - A la fera di li paroli
- 2017 - L'Armata dei Pupi Siciliani
- 2019 - Ciuri d'amuri
- 2021 - Quannu vira a tia
- 2023 - La mia Africa
- 2024 - A centru di munnu
- 2025 - Sicilia mon amour